# علف لیمو (سرده)
علف لیمو، چمن معطر، پوتار، کاه مکی (نام علمی: Cymbopogon)
لمونگرس؛ Lemongrass, Lemongrass ,Cymbopogon , Javanese lemongrass, Burmese lemongrass
نوعی از علفهای استوایی است که بوی لیمو می‌دهد. اخیراً محققینی در اسرائیل خواص ضد سرطانی در آن یافته‌اند. اسانس این گیاه دارای خواصی مانند آنتی باکتریال قوی، اشتها آور، ضد کرم و ضد نفخ است. مصرف موضعی این اسانس سبب کاهش دردهای روماتیسمی و عصبی می‌گردد. اسانس این گیاه دارای کاربرد بسیار وسیع در صنایع آرایشی و بهداشتی است و سالانه ۶٬۰۰۰ تن از اسانس علف لیمو در جهان تولید می‌گردد. گیاه علف لیمو خاصیت ضدباکتریایی و ضدقارچی دارد. به هنگام مخلوط شدن با فلفل سیاه برای رفع درد قاعدگی و حالت تهوع مفید است.

## خاصیت
▪ چای این گیاه ادرارآور است.
▪ روغن علف لیمو التهاب را کاهش می‌دهد و فرد را از درد عضلات، دندان، مفصل و سردرد محافظت می‌کند.
▪ این گیاه تصفیه‌کننده کبد، کلیه، لوله گوارش، مثانه و لوزالمعده است. علاوه بر آن، در کاهش میزان اسید اوریک، کلسترول و چربی‌های اضافه نیز مؤثر است.
▪ مصرف این گیاه هاضمه، گردش خون و ترشح شیر را تحریک می‌کند.
▪ روغن طبیعی این گیاه، برای تقویت و بهبود عملکرد سیستم عصبی مفید است و در درمان اختلالات عصبی مانند آلزایمر، پارکینسون و سرگیجه نیز مؤثر است.
▪ عضلات و بافت‌های بدن را تقویت می‌کند و با کاهش آکنه و جوش کیفیت پوست را بهبود می‌بخشد.
▪ مصرف جوشانده علف لیمو فشار خون را کاهش می‌دهد.
▪ برگ‌های علف لیمو برای تحریک روده‌ها مؤثر است.
▪ علف لیمو تب، سرفه، سرماخوردگی و استرس را رفع می‌کند.
▪ علف لیمو درد آرتریت و روماتیسم را برطرف می‌کند.
▪ دو قطره روغن علف لیمو را به روغن طبیعی بادام و زیتون اضافه کنید و پوست خود را ماساژ دهید.
▪ برای تهیه چای با برگ‌های تازه علف لیمو، دو لیوان آب را با یک چهارم لیوان برگ تازه بجوشانید و برای ۳ دقیقه دم کنید.
▪ برای تهیه چای با برگ‌های خشک، یک لیوان آب جوش را با دو قاشق مرباخوری برگ خشک آن در یک لیوان آب برای ۱۰ دقیقه دم کنید.
▪ به عنوان ادویه پودر علف لیمو به همراه پودر کاری و زنجفیل در سوپ و خوراک تایلندی کاربرد دارد.
- کشت علف لیمو در ایران چند سالی است که مورد توجه قرار گرفته و بیشترین سطح زیر کشت در شهرستان فیروزآباد فارس می‌باشد. ماده موثره مهم اسانس علف لیمو سیترال می‌باشد که در اسانس تولید شده ۹۲٫۵٪ سیترال گزارش شده‌است.
- این گیاه دارای ارقام مختلفی می‌باشد و ممکن از در برخی از مناطق جنوبی ایران نیز یافت شود اما رقم پر کاربرد رقم سیتراتوس است.

## نگارخانه

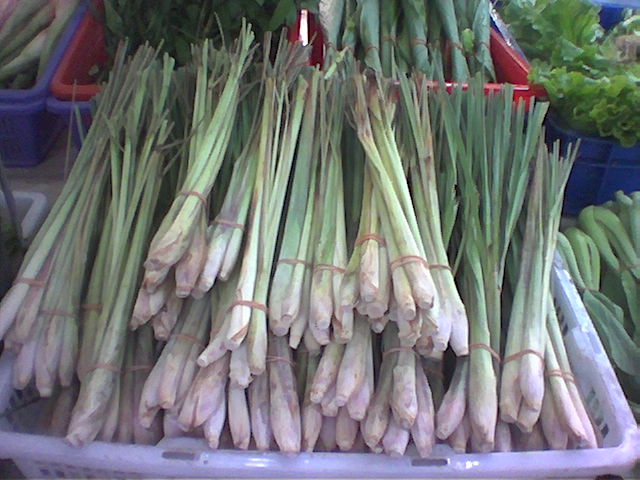
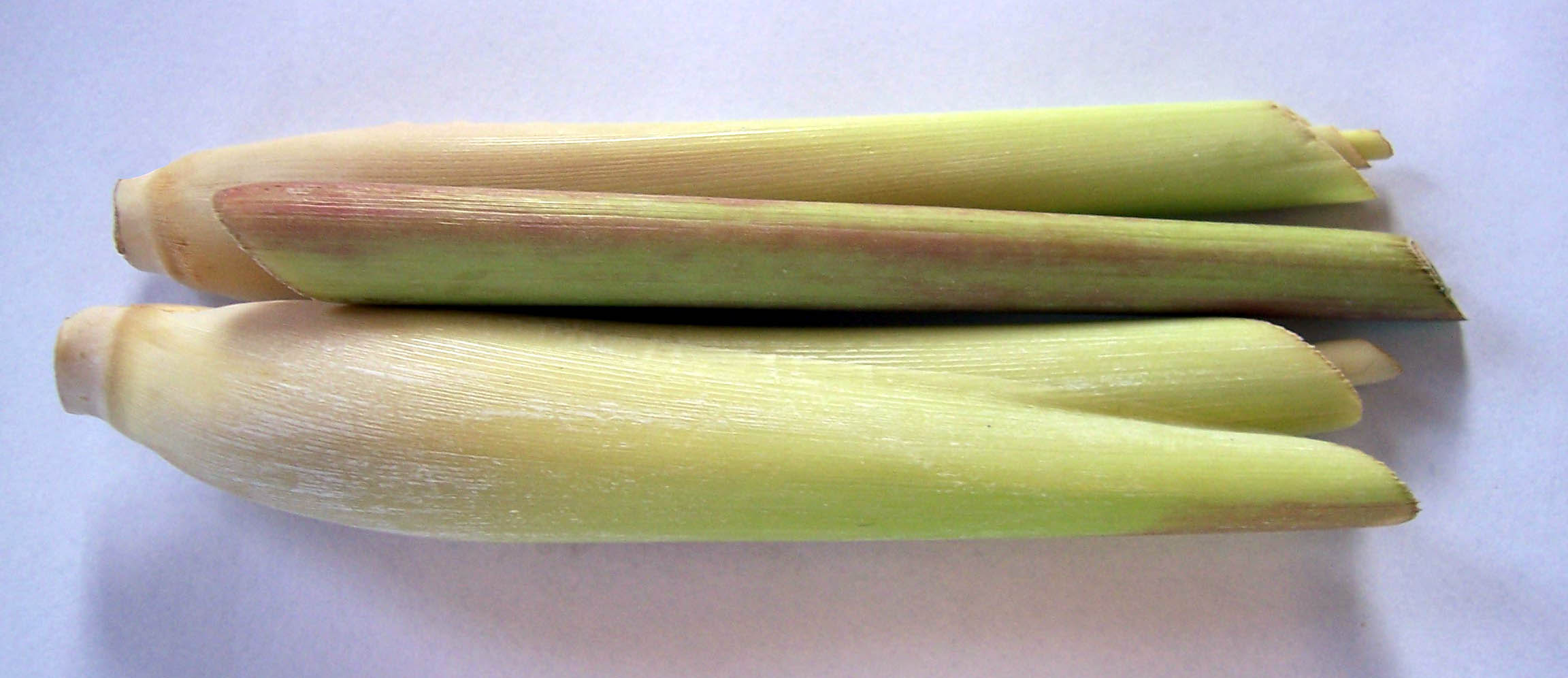